# Général de la nation
Le titre de général de la nation est un titre porté par les chefs de révoltes corses au XVIIIe siècle. Cette période est appelée généralat.
À l'origine, les représentants des pièves, (élus par le peuple) élisaient le comte de corse (souverain de l'Île). Après la chute du comté de Corse, et avec l'exil du dernier comte, les représentants des pièves perdent leur pouvoir. Ils se réunirent alors pour élire trois généraux qui prendraient la tête du soulèvement, un pour chaque ordre composant la société,,. Si la révolte venait à aboutir les généraux devraient organiser un nouvel État et abandonner leurs pouvoirs.

## Les généraux[1],[2],[3],[4]

### Les premiers généraux
En décembre 1730 la révolte contre Gênes prend de l'ampleur et à la consulta nazional de Corte sont élus généraux:
- Luigi de Giafferi, représentant de la noblesse
- Carlo Francesco Raffalli, abbé d'Orezza représentant du clergé
- Andrea Ceccaldi, représentant du peuple

### Généraux de 1733
Après l'échec de la précédente rébellion et sous l'impulsion de Hyacinthe Paoli les chefs des pièves se réunissent à la consulta d'Orezza et élisent généraux :
- Hyacinthe Paoli
- Luigi de Giafferi
- Andrea Ceccaldi

En janvier 1735, la Corse déclare son indépendance et adopte une constitution ainsi qu'un hymne le Dio vi salvi Regina. À cette occasion les trois généraux sont nommés primats du royaume.
En 1736, Théodore de Neuhoff est élu roi des Corses (sous le nom de Théodore Ier), il anoblit les trois généraux de la nation.

### Général de 1755
Pasquale Paoli (fils Hyacinthe Paoli) débarque sur l'île et provoque une nouvelle révolte il est élu seul général en chef de la nation en 1755, après sa victoire face aux Génois, il proclame une nouvelle nation la Ripublica Corsa.